# Самарићани
Самарићани (сам. хеб. שוֹמְרִים — „Чувари [Закона/Торе]“, хебр. שומרונים, арап. السامريون) су етнорелигијска група која живи у Леванту, поријекло воде од Израелита или Хебреја са античког Блиског истока.
Самарићани су сљедбеници самаританизма, аврамске религије блиске јудаизму. Самарићани вјерују да њихова вјера, која се темељи на Самарићанском петокњижју, представља истинску вјеру античких Израелита прије вавилонског ропства, коју су очували они који су остали у Земљи Израела, као супротност јудаизму, коју они виде као блиску, али измјењену и допуњену религију, усљед вавилонског утицаја током ропства.